# Naufrage de La Fraidieu
La Fraidieu était un navire de croisière sur le lac Léman. Il a fait naufrage le 18 août 1969 à proximité du château de Ripaille, à Thonon-les-Bains, en tuant 24 personnes.

## Histoire
La Fraidieu est à l’origine une pinasse du bassin d'Arcachon, construite en 1964 par le chantier naval Martin de Lugrin, basé à Arcachon. Propriété de son constructeur pendant de nombreuses années, il est revendu en 1968 à Émile Richard, qui l’emmène à Thonon-les-Bains. Il prend le nom de Fraidieu, en référence à un vent frais provenant de la Vallée de l'Arve et soufflant sur le Léman, et est alors le plus gros navire de la flotte de Mr Richard avec 12,8 m de long et 3,13 m de large. Sa propulsion est assurée par un moteur diesel de 90 CV, et il est habilité pour embarquer 50 passagers et 3 membres d’équipages.
Le navire est vérifié régulièrement, conformément à la réglementation, et notamment en 1964, 1966 et 1967. Les forces de l’ordre contrôlent les papiers de l’embarcation et l’application des règlements le samedi 16 août 1969, soit deux jours avant la catastrophe, sans déceler de problèmes particuliers.

### Le naufrage
Le lundi 18 août 1969, le navire quitte son embarcadère d’Évian-les-Bains pour une balade sur le Léman, malgré la météo assez défavorable. Jacqueline Maulet, fille des propriétaires âgée de 25 ans et titulaire du certificat de capacité spéciale de capitaine depuis le 2 mai 1969, assure le commandement du navire. Celui-ci embarque 58 personnes, dont 3 membres d’équipage, soit 5 personnes de plus que la capacité autorisée par son permis de navigation, délivré le 24 juin 1964. La plupart des passagers sont des enfants et leurs accompagnateurs, issus d’une colonie de vacances de Metz, auxquels s’ajoutent trois handicapés physiques provenant d’un institut spécialisé et deux touristes.
Le navire fait rapidement face à un vent de force 3 et, alors qu’il passe au large du promontoire de Saint-Disille, il finit par s’enfoncer par l’arrière et disparaitre en moins de deux minutes aux alentours de 16 heures.

### Secours et recherche des disparus
Deux pêcheurs professionnels, Roland Condevaux (âgé de 25 ans) et Robert Servoz, assistent à la scène depuis leur barque et arrivent rapidement sur place. Ils effectuent trois voyages entre le site du naufrage et la côte, située à une centaine de mètres, ce qui permet de sauver 12 personnes,. Ils sont rapidement rejoints par des campeurs installés à proximité, puis par les équipes de secours. Au total, 34 personnes sont sauvés de la noyade, dont le propriétaire du navire, Émile Richard, et sa fille et capitaine de l’embarcation, Jacqueline Maulet. Les espoirs de retrouver des survivants sont abandonnées le lendemain matin de la catastrophe, d’autant plus que les recherches de survivants sont rendus difficiles par la houle et la bise.
14 plongeurs sont mobilisés pour rechercher et récupérer les corps des disparus, dont quatre gendarmes et sept plongeurs lausannois, ainsi que trois plongeurs français.
Un article de journal, paru deux jours après l’accident, relate le témoignage de victimes qui aurait vu passer, à moins de 300 mètres du lieu du naufrage, un navire à vapeur de la Compagnie générale de navigation (CGN).

### Les victimes
La liste officielle des victimes est publiée par la Préfecture de la Haute-Savoie dès le mardi 19 août. Elle signale 8 corps repêchés, et 16 personnes portées disparus. Parmi elles, 6 ne sont pas identifiées, aucune liste n’ayant été dressée lors de l’embarquement. 
| Idendité             | Age       | Corps retrouvé / absent | Colonie de Metz |
| -------------------- | --------- | ----------------------- | --------------- |
| Jean-Michel Fournier | 8 ans     | Retrouvé                | Non             |
| Victor Krevamtat     | n.c.      | Retrouvé                | Non             |
| Jeanne Seneclose     | 57 ans    | Retrouvé                | Non             |
| n.c.                 | c. 40 ans | Retrouvé                | Non             |
| Monique Trap         | 13 ans    | Retrouvé                | Oui             |
| Thérèse Ortlieb      | 12 ans    | Retrouvé                | Oui             |
| Nicole Muller        | 12 ans    | Retrouvé                | Oui             |
| Sylvie Korn          | 11 ans    | Retrouvé                | Oui             |
| Carole Farlin        | 12        | Absent                  | Oui             |
| Monique Bisbel       | 13 ans    | Absent                  | Oui             |
| Marie-Claire Ortlieb | 13 ans    | Absent                  | Oui             |
| Christine Onoriani   | 12 ans    | Absent                  | Oui             |
| Marguerite Pede      | 14 ans    | Absent                  | Oui             |
| Jasmine Randaut      | 11 ans    | Absent                  | Oui             |
| Véronique Veil       | 10 ans    | Absent                  | Oui             |
| Véronique Bettinger  | 10 ans    | Absent                  | Oui             |
| Josiane Depenweiller | 11 ans    | Absent                  | Oui             |
| Maria Meyer          | 14 ans    | Absent                  | Oui             |
| n.i.                 | n.i.      | Absent                  | Non             |
| n.i.                 | n.i.      | Absent                  | Non             |
| n.i.                 | n.i.      | Absent                  | Non             |
| n.i.                 | n.i.      | Absent                  | Non             |
| n.i.                 | n.i.      | Absent                  | Non             |
| n.i.                 | n.i.      | Absent                  | Non             |

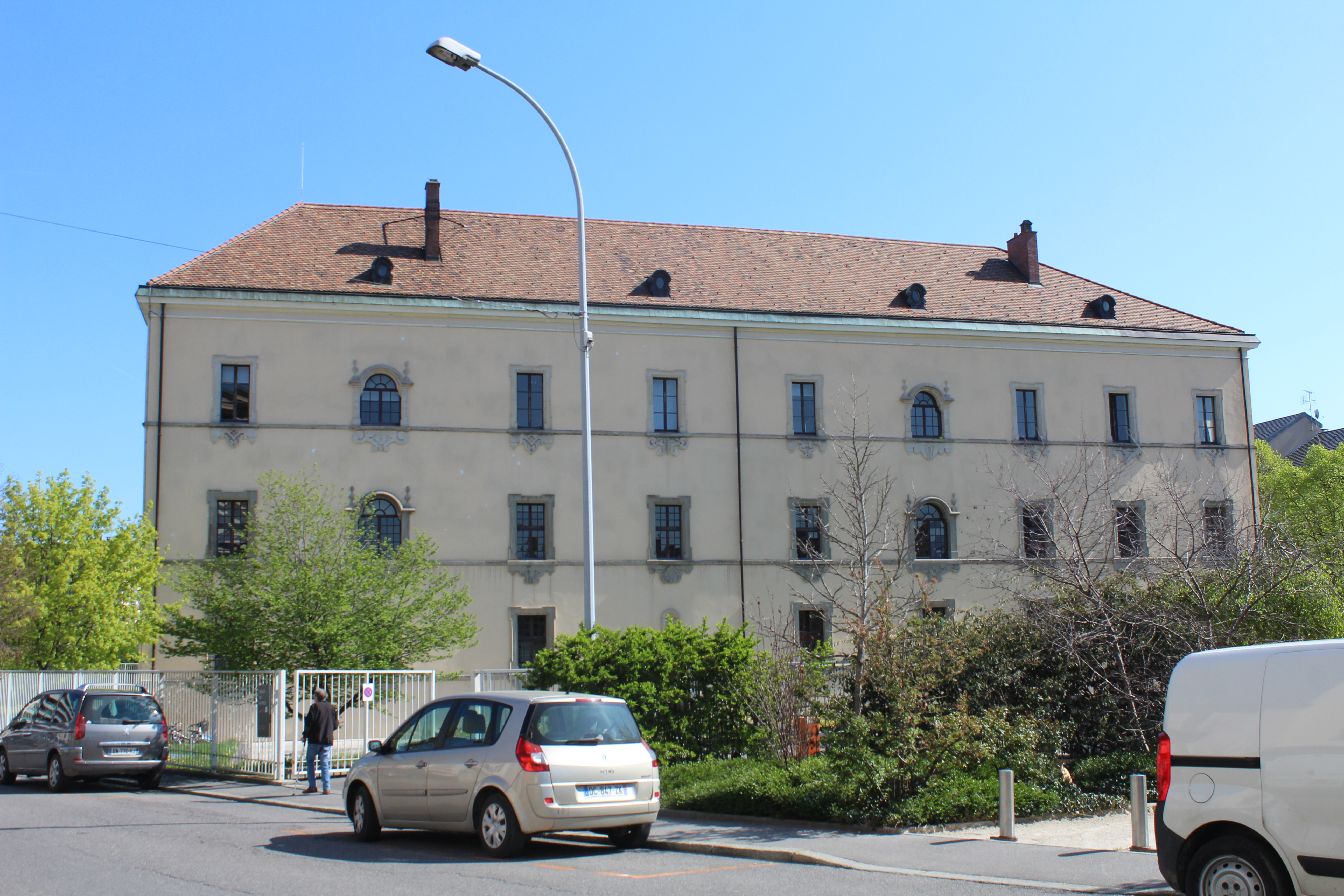
Une chapelle ardente est dressée à l’hôpital de Thonon-les-Bains pour les huit victimes repêchées dès la catastrophe.

Les 8 cadavres repêchés après la catastrophe sont déposés dans une chapelle ardente, dressée à l’hôpital de Thonon-les-Bains.
La levée des corps a lieu le mercredi 20 août au matin en présence des évêques d’Annecy; Monseigneur Sauvage, et de Metz, Monseigneur Schmitt, mais également du députe-maire de Metz, Raymond Mondon, également ministre des transports, alors en vacances dans le département.
Les autres corps sont récupérés dans la semaine suivant le désastre.

### Poursuites judiciaires
Le tribunal correctionnel de Thonon-les-Bains condamne en 1971 les propriétaires et exploitants du navire, Émile et Marcelle Richard, à deux ans de prison avec sursis et 6 000 francs d'amende. Leur fille, Jacqueline Maulet, qui pilotait le navire au moment du drame, est relaxée. Les expertises identifient la présence de deux fissures dans la coque et un réservoir de fioul trop lourd et volumineux. La Fraidieu embarquait par ailleurs 58 passagers alors qu'elle ne devait pas en accueillir plus de 50 et que les gilets de sauvetage étaient en nombre insuffisant.

## Les causes
Les causes du naufrage sont multiples. La première réside dans le fait que le navire était en surcharge. En effet, conçu pour transporter 50 personnes, celui-ci en emportait 58 le jour du naufrage. Deuxièmement, les experts mettront en évidence que la coque du navire était fissurée, permettant à l’eau de s’engouffrer à l’intérieur. Enfin, la panique qui gagna le bord lorsque le navire commença à sombrer est également une cause du nombre élevé des victimes, ajoutée au fait que de nombreuses personnes à bord ne savaient pas nager.

## Les conséquences
Le 7 août 1970, un autre navire de croisière, le Sainte-Odile, chavire au large d’Yvoire, tuant 7 personnes. À la suite de ce second naufrage, les règles de navigation en eau douce sont renforcées et plusieurs navires sont retirés du service, dont le Hautecombe et La Savoie sur le lac du Bourget.
Le naufrage de La Fraidieu avait été précédé, le 18 juillet, de la mort par noyade dans la Loire, à Juigné-sur-Loire, de 19 enfants d'un centre aéré. Ces deux accidents pousseront l'État à accélérer l'apprentissage de la natation et donc le lancement du plan de construction de piscines avec l'« opération Mille piscines ».

## Commémoration

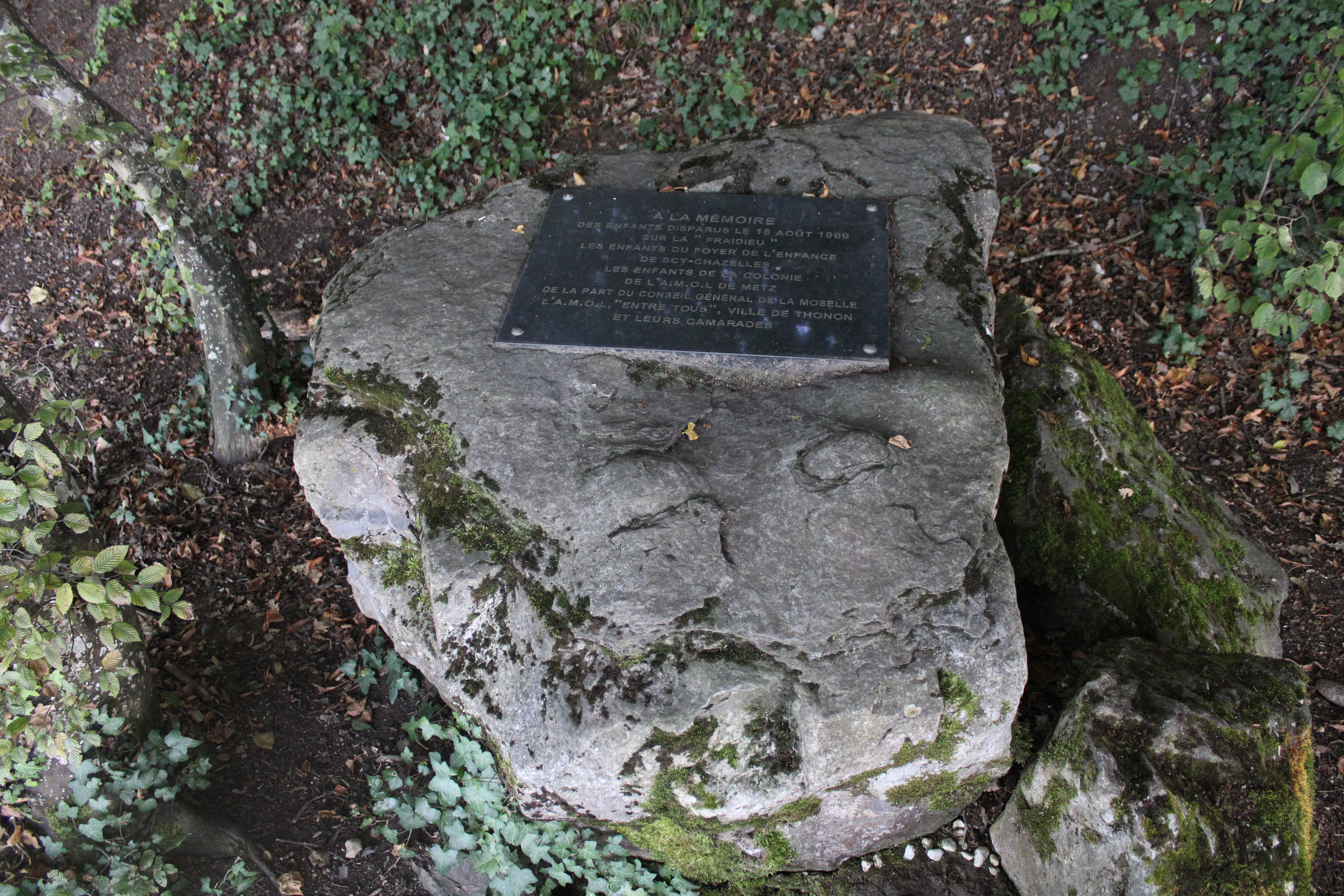
Le mémorial inauguré en avril 1993.

En 1993, Paul Lomré, qui faisait partie des enfants de la colonie de l’AMOL à Thonon au moment de la catastrophe, réalise une plaque en mémoire des victimes. Celle-ci est apposée sur un rocher, situé au bord du rivage à l’angle ouest du Parc de la Châtaignerie, à quelques mètres du lieu du naufrage. Dévoilée le 17 avril 1993, elle porte l’inscription « A la mémoire des enfants disparus le 18 août 1969 sur la "Fraidieu". Les enfants du foyer de l’enfance de Scy-Chazelles, les enfants de la colonie de l’AMOL de Metz. De la part du conseil général de la Moselle, l’AMOL, "Entre tous", ville de Thonon et leurs camarades. ».
En septembre 2017, la commune vote la réalisation d’un escalier afin de faciliter l’accès au mémorial, situé 3.20 mètres plus bas que le chemin de la berge.